# Saison 2 d'Aquarius
Chronologie
Saison 1
Cet article présente le guide des épisodes de la deuxième saison de la série télévisée américaine Aquarius.

## Généralités
- Aux États-Unis, la saison a été diffusée du 16 juin 2016 au 10 septembre 2016 par le réseau NBC.
- Au Canada, elle a été proposée le lendemain de la diffusion us sur Netflix.

### Acteurs principaux
- David Duchovny (VF : Georges Caudron) : détective Samson Benedictus « Sam » Hodiak
- Gethin Anthony (VF : Thibaut Lacour) : Charles Manson
- Grey Damon (VF : Damien Ferrette) : détective Brian Shafe
- Emma Dumont (VF : Claire Baradat) : Emma Karn
- Claire Holt : Charmain Tully
- Madisen Beaty : Patricia Krenwinkel aka Katie
- Cameron Deane Stewart (en) : Tex Watson

### Acteurs récurrents
- Michaela McManus : Grace Karn, mère d'Emma
- Brían F. O'Byrne : Ken Karn, père d'Emma
- Gaius Charles : Bunchy Carter (en)
- David Meunier : Roy Kovic
- Chris Sheffield (VF : Thierry D'Armor) : Ben Hodiak, fils de Sam Hodiak
- Jodi Harris : Opal Hodia, mère de Ben et ex-femme de Sam
- Chance Kelly (en) : Ed Cutler
- Ambyr Childers (VF : Marie Tirmont) : Susan Atkins aka Sadie
- Beau Mirchoff : Rick Zondervan
- Spencer Garrett (en) (VF : Michel Laroussi) : Hal Barryin
- Leah Bateman : Dee Dee
- James Martinez : Rubén Salazar
- Omar Dorsey : Ralph Church
- Andy Favreau : Dennis Wilson
- Amanda Brooks (en) : Sharon Tate
- Johnny Kostrey : Voytek Frykowski
- Cynthia Sikes : Betty Goodale
- Tim Griffin : Ron Kellaher

## Liste des épisodes

### Épisode 1: titre français inconnu (Helter Skelter)
- États-Unis : 16 juin 2016 sur NBC[1]
- France : 9 octobre 2016 sur 13e rue[2]

- États-Unis : 2,99 millions de téléspectateurs[3] (première diffusion)

### Épisode 2: titre français inconnu (Happiness is a Warm Gun)
- États-Unis : 16 juin 2016 sur NBC
- France : 9 octobre 2016sur 13e rue

- États-Unis : 2,70 millions de téléspectateurs[3] (première diffusion)

### Épisode 3: titre français inconnu (Why Don't We Do it in the Road)
- États-Unis : 16 juin 2016 sur NBC
- France : 9 octobre 2016 sur 13e rue

- États-Unis : 2,41 millions de téléspectateurs[3] (première diffusion)

### Épisode 4: titre français inconnu (Revolution 1)
- États-Unis : 23 juin 2016 sur NBC
- France : 16 octobre 2016 sur 13e rue

- États-Unis : 1,73 million de téléspectateurs[4] (première diffusion)

### Épisode 5: titre français inconnu (Everybody's Got Something to Hide Except Me and my Monkey)
- États-Unis : 30 juin 2016 sur NBC
- France : 16 octobre 2016 sur 13e rue

- États-Unis : 1,88 million de téléspectateurs[5] (première diffusion)

### Épisode 6: titre français inconnu (Revolution 9)
- États-Unis : 7 juillet 2016 sur NBC
- France : 23 octobre 2016 sur 13e rue

- États-Unis : 1,74 million de téléspectateurs[6] (première diffusion)

### Épisode 7: titre français inconnu (Piggies)
- États-Unis : 14 juillet 2016 sur NBC
- France : 23 octobre 2016 sur 13e rue

- États-Unis : 1,79 million de téléspectateurs[7] (première diffusion)

### Épisode 8: titre français inconnu (While My Guitar Gently Weeps)
- États-Unis : 27 août 2016 sur NBC[8]
- France : 30 octobre 2016 sur 13e rue

- États-Unis : 2,1 millions de téléspectateurs[9] (première diffusion)

### Épisode 9: titre français inconnu (Sexy Sadie)
- États-Unis : 27 août 2016 sur NBC
- France : 30 octobre 2016 sur 13e rue

- États-Unis : 1,6 million de téléspectateurs[9] (première diffusion)

### Épisode 10: titre français inconnu (Blackbird)
- États-Unis : 3 septembre 2016 sur NBC
- France : 6 novembre 2016 sur 13e rue

- États-Unis : 1,22 million de téléspectateurs[10] (première diffusion)

### Épisode 11: titre français inconnu (Can You Take Me Back?)
- États-Unis : 3 septembre 2016 sur NBC
- France : 6 novembre 2016 sur 13e rue

- États-Unis : 1,18 million de téléspectateurs[10] (première diffusion)

### Épisode 12: titre français inconnu (Mother Nature's Son)
- États-Unis : 10 septembre 2016 sur NBC
- France : 13 novembre 2016 sur 13e rue

- États-Unis : 1,32 million de téléspectateurs[11] (première diffusion)

### Épisode 13: titre français inconnu (I Will)
- États-Unis : 10 septembre 2016 sur NBC
- France : 13 novembre 2016 sur 13e rue

- États-Unis : 1,22 million de téléspectateurs[11] (première diffusion)